# Flugplatz Gordil

i7
i11
i13
Der Flugplatz Gordil (französisch Aérodrome de Gordil, IATA-Code: GDI, ICAO-Code: FEGL) ist der Flugplatz von Gordil, einer Ortschaft in der Präfektur Vakaga im Nordosten der Zentralafrikanischen Republik.
Der Flugplatz liegt etwa 6 Kilometer südöstlich der Stadt auf einer Höhe von etwa 440 m. Seine Start- und Landebahn liegt parallel zur Route nationale 8, ist unbefestigt und verfügt nicht über eine Befeuerung. Der Flugplatz kann nur tagsüber und nur nach Sichtflugregeln angeflogen werden. Er verfügt nicht über reguläre Passagierverbindungen.